# 内尔哈
内尔哈（西班牙語：Nerja）是西班牙南部安达卢西亚大区马拉加省的一个城市，位于濒临地中海的太阳海岸地区，马拉加以东50公里。